# یوژف براون
یوژف براون (مجاری: József Braun; ۲۶ فوریهٔ ۱۹۰۱ – ۲۰ فوریهٔ ۱۹۴۳) بازیکن و مربی فوتبال اهل مجارستان بود.
از باشگاه‌هایی که در آن بازی کرده‌است می‌توان به باشگاه فوتبال ام‌تی‌کی بوداپست اشاره کرد.
وی همچنین در تیم ملی فوتبال مجارستان بازی کرده‌است.